# Награда Терпсихора
Награда „Терпсихора” је награда која се додељује за уметничку игру.  Установило је Удружење професионалних балетских играча, кореографа и балетских педагога Србије заједно са специјалном похвалом Терпсихора, установљеној на иницијативу професора Александра Илића, и реализују се уз подршку Министарства културе и информисања и Института за уметничку игру.
Награда је названа по Терпсихори, једној од девет муза из грчке митологије -  владарки учености и лепих вештина, која има улогу и дужност да свету поклони игру, која доноси слободу, радост и катарзу. На грчком језику значи "она која воли да игра".

## О награди
Награда се додељује домаћим балетским уметницима, стално или привремено запосленим, за остварене улоге из репертоара Народног позоришта у Београду, Српског Народног позоришта у Новом Саду  или  осталим плесним сценама у РС, одиграних на матичној сцени или на гостовању, који су се издвојили по техничком и уметничком квалитету, кореографима за остварене врхунске резултате и балетским теоретичарима, који својим радом постижу запажене резултате и признања на пољу педагогије и  развијају и унапређују уметничку игру у Србији
Одлуку о лауреату доноси жири који сачињавају најистакнутији представници балетске уетности  у Србији, као и лауреат из претходне године. Ово јединствено признање додељује се на годишњем нивоу  од  2012. године.
Сагласно чл. 2 Статута, Удружења професионалних балетских играча, кореографа и балетских педагога Србије и у складу са члановима 10, 11 и 12 Закона о удружењима (Сл.лист РС бр.51/09) на оснивачкој скупштини, одржаној 24.10.2009. донет је  Правилник о додели награде и специјалне похвале, као ипоступак кандидовања, оцењивања домета, утврђивања и оглашавања добитника и висине Награде и Специјалне похвале, ауручује се на Светски Дан игре 29.априла у Народном позоришту у Београду.
Награда Терпсихора се састоји од:
- сребрног ручно израђеног медаљона, уметнице Тамаре Младеновић.
- новчаног износа од 2.000,00 Еура

## Лауреати
1. Први добитник је била Ана Павловић, првакиња Балета Народног позоришта у Београду, а похвалу Дрина Пешић, солиста Балета НП у Београду, за ауторство емисије "Свет Балета" (2012),
2. Јован Веселиновић, првак Балета НП у Београду, а похвалу Битеф денс компанија за допринос савременон  игри Србије (2013),
3. Константин Костјуков,  првак Балета Народног позоришта у Београду, а похвалу ансамбл Балета Народног позоришта у Београду (2014),
4. Ђорђе Макаревић, кореограф за представу ОНИ, а похвалу извођачи из Српског народног позоришта у Новом Саду за представу "Балерине" кореографа Оливере Ковачевић Црњански и то: Јелена Алимпијевић, Соња Батић, Фросина Димовски, Милена Кркотић, Андреја Кулешевић, Јелена Марковић, Сања Павић, Иста Степанов и Сара Тошић (2015),
5. Мирјана Нешић постхумно, педагог класичног балета у балетској школи Лујо Давичо, а похвалу фестивал кореографских минијатура за организацију међународног плесмог такмичења.(2016),
6. Балет НП у Београду за представе Жене у д-молу и Дуга божићна вечера, а похвалу извођачи камерног дела "Чдетири песме за Тађа" за исту (2017)
7. Бојана Жегарац- Кнежевић за улогу Ники  у балету Бајадера, а похвалу Дом културе Грачаница за покретање Балетске школе за основно образовање (2018),
8. Милан Рус, првак Балета Народног позоришта у Београду, а похвалу Ђурђија Јеленковић из Института за уметничку игру (2019),
9. Игор Пастор, првак Балета Народног позоришта у Београду, а похвалу Владимир Чубрило асистент на Институту за уметничку игру (2020),
10. Олга Олћан-Миљевић, солиста Балета НП у Београду, а похвалу Јована Грујић савремени играч и перформер (2021),
11. Ања Игњатовић - Загорац играч, педагошкиња савремене игре  у  балетској школи Лујо Давичо и члан Битеф Денс Компаније, а похвалу Миона Петровић савремени играч, перформер и кореограф (2022),
12. Тома Крижнар, солиста Балета НП у Београду,а похвалу Маша Анић савремени играч (2023),[2]
13. Ансамбл народних игара "Коло", а похвалу Балетска уметница, Катарина Зец , солиста Српског народног позоришта у Новом Саду, за премијерно изведене три значајне улоге у балетима „Лабудово језеро“, „Крцко Орашчић“ и „Копелија“, изузетно различите и технички захтевне, које истичу уметничку и техничку спремност младе Катарине.[3]